# Giovanni Domenico Peri

Il negotiante, 1697

Giovanni Domenico Peri (* 1590; † 6. März 1666) war ein italienischer Kaufmann aus Genua.
Giovanni Domenico Peri war von 1648 bis 1650 Direktor einer Druckerei in Genua. Er verfasste 1638 eine umfangreiche Abhandlung über das Rechnungswesen, die Buchführung, die Korrespondenz, das Kassenwesen und zu Kaufverträgen unter dem Titel Il Negoziante („Der Kaufmann“). Das Werk gilt als erstes Lehrbuch der Handelswissenschaften (Teilgebiet der Betriebswirtschaftslehre).
Neben Peri sind Benedetto Cotrugli, Jacques Savary (1622–1690) und Carl Günther Ludovici zu erwähnen, die ebenfalls das betriebswirtschaftliche Wissen ihrer Zeit in einem Kompendium zusammenstellten.